# فولکس‌واگن توارگ

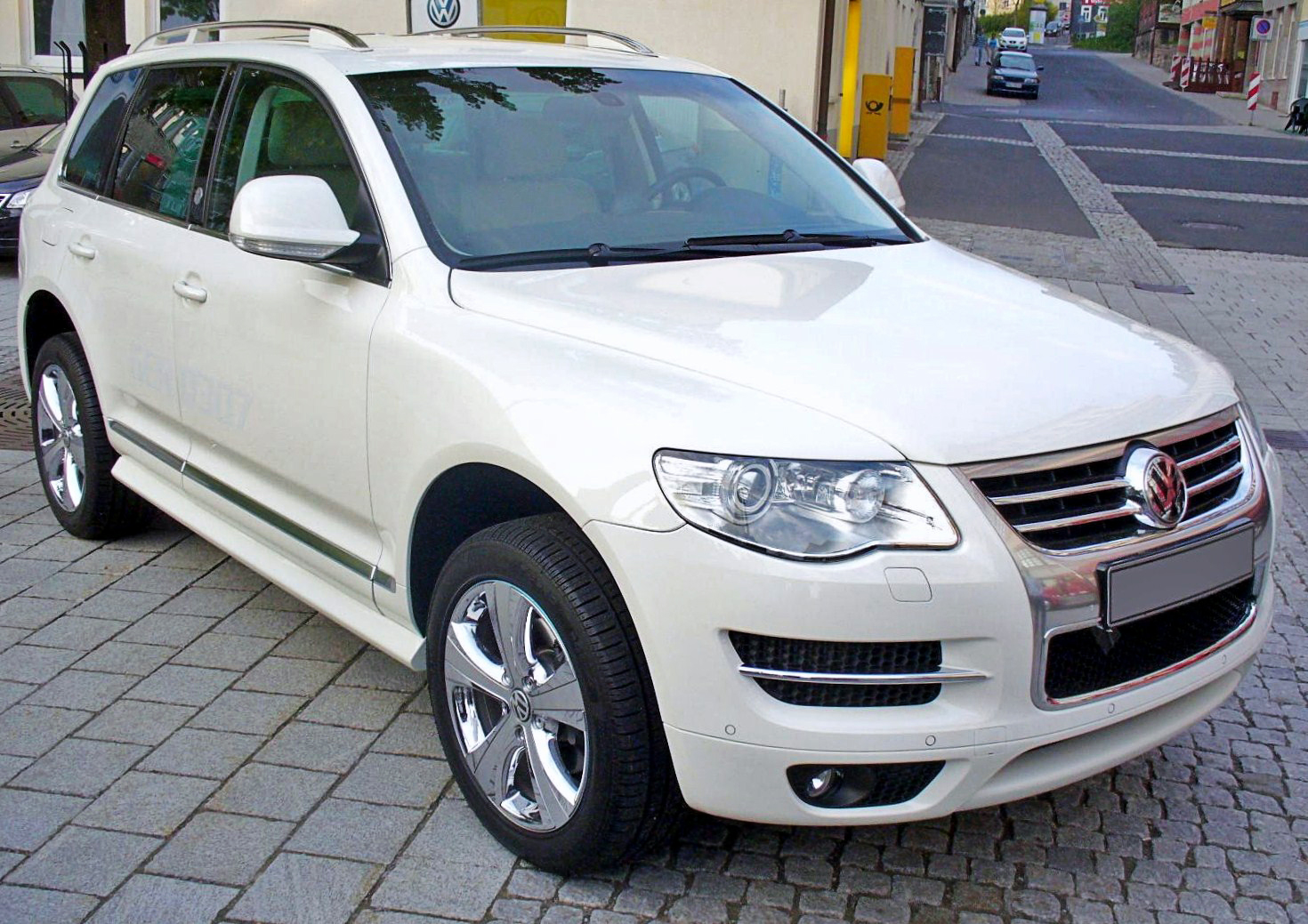
یک مدل توارگ نسل اول ۲۰۰۲

فولکس‌واگن توارگ (Volkswagen Touareg) خودرویی است که از سال ۲۰۰۲ تا کنون در براتیسلاوا، اسلواکی و روسیه تولید شده‌است. طراحی آن موتور جلو، خودرو چهار چرخ محرک بوده است. نام خودرو برگرفته از طوارق، ساکنان صحرانشین شمال آفریقا ست.